# Глебовы
Гле́бовы — несколько древних дворянских родов.
Род Глебовых от Сорокоума внесён в Бархатную книгу.
Имя Глеб, от которого происходят многие топонимы и упоминания в исторических документах, как Глебовы, является древнейшем на Руси и упоминались в летописях:  в г. Глебов убит тысяцкий Андрей Глебов (1155), есть упоминания о Глебовых и в иностранной хронике, литовский посол к великому князю московскому пан Станислав Глебов (1493 и 1509), но говорить о них, как о лицах давших начало фамилии не приходится.
В великом рязанском княжестве, до присоединении его к московскому княжеству (1521), записан род рязанских бояр Глебовых.
Есть несколько фамилий имени Глебовы, из них две принадлежат к древнему столбовому дворянству:
1. Глебовы, по мужской линии, потомство князей Белозёрских и Ростовских, основатель рода Синеус, родной брат Рюрика.
2. Глебовы, по женской линии, потомство Касожского князя Редеги, убитого в 1022 году князем Мстиславом Владимировичем Тмутараканским (Герб. Часть VII. № 8). Род вписан в Бархатную книгу.
3. Глебовы, потомство прибывшего в Россию из Швеции в 1375 году некого Облагини (Герб. Часть V. № 27.). Сюда принадлежат и Глебовы-Стрешневы (Герб. Часть VII. № 9)[6][4].

Оба рода записаны в VI части родословных книг Московской, Тульской, Ярославской, Орловской и Пензенской губерний.
В списке владельцев имений (1699), встречается 20 Глебовых, различного происхождения.
В Гербовник внесён и дворянский род Глебовские (Герб. Часть V. № 108).

## Глебовы потомки Редеги
Великий князь Тмутараканский Мстислав Владимирович, сын великого князя Владимира Святославовича, крестившего Русскую землю, победив (1022) Касожского князя Редегу (Редедю), взял все его имения и на Касоги наложил дань. Дети князя Редеги, названных по крещению Юрием и Романом, находились в службе при великом князе. От Юрия Редегича род не пошёл. Роман женился на дочери князя Мстислава Владимировича. Правнук Романа Редегича, Михаил Юрьевич Сорокоум, имел 5 сыновей, в том числе и сына Глеба Михайловича Сорокоума, от которого пошли Глебовы. Дети их писались уже не Сорокоумовы, а Глебовы.
- Глебов-Ощера Иван Васильевич — окольничий (1486).
- Глебов-Бобр Дмитрий Васильевич — окольничий великого князя Василия Тёмного.
- Глебов Назар Семёнович — воевода.
- Глебов Иван Дмитриевич — постельничий при Иване III Великом.
- Глебов Казарин Алексеевич — постельничий (1532).

При подаче документов (23 мая 1686) для внесения рода в Бархатную книгу, была подана объединённая родословная роспись Глебовых, Астафьевых, Теряевых и Обедовых. Указ о внесении родов в Бархатную книгу родословий происходящих от Редеги, был подписан (10 июня 1687) и историки-генеалоги причисляют к нему следующие рода, которые являются родственными: Кокошкины, Колтовские, Лаптевы, Чевкины, Лопухины и светлейшие князья Лопухины, Лупандины, Векентьевы, Обедовы, Астафьевы, Теряевы, Бирдюкины-Зайцевы, Елизаровы-Гусевы, Белеутовы.

## Глебовы потомки Облагини
Род Глебовых происходит от выехавшего (1375) к великому князю Дмитрию Ивановичу Донскому из Фряжского государства мужа честна именем Облагини. Праправнук Облагини, Гаврила Севастьянович (Мартемьянович) имел правнука Глеба Ивановича от него пошли Глебовы. Представители этого рода:
- Глебов Семён Матвеевич — мещовский дворянин, участвовал в избрании царя Михаила Фёдоровича.
- Глебов Степан Богданович — майор Преображенского полка, казнён по велению Петра I (1718).
- Глебов Михаил Иванович — окольничий при Петре I.
- Глебов Иван Фёдорович — генерал-аншеф, кавалер ордена Святого Андрея Первозванного (ум. 1774).
- Глебов Пётр Алексеевич — поручик С-Петербургского гренадёрского полка, убит в сражении при Берген в Голландии (1799).
- Глебов Фёдор Иванович — женился во втором браке на Елизавете Петровне Стрешневой, двоюродной сестре Ивана Николаевича Стрешнева, последнего в знаменитом роде Стрешневых.
- Глебов Михаил Петрович — ротмистр конной гвардии, убит в сражении с кавказскими горцами (1847)[6].

При подаче документов для внесения в Бархатную книгу (24 декабря 1685) была предоставлена совместная роспись Глебовых и Яковлевых. Этот род в Бархатную книгу включён не был.
От Облагини пошли следующие рода: Глебовы и Глебовы-Стрешневы, Захарьины, Адодуровы, Ладыженские и князья Ромодановские-Лодыженские, Шепелевы, Нестеровы, Новосильцевы и граф Н. Н. Новосильцев, Чепчуговы, Клементьевы.

## Глебовы-Стрешневы
Высочайшим указом (19 апреля 1803) вдове генерал-аншефа Елизавете Петровне Глебовой, урожденной Стрешневой, и её сыновьям Петру и Дмитрию Фёдоровичам дозволено присоединить фамилию Стрешневых и именоваться Глебовыми-Стрешневыми и употреблять соединенный герб двух родов:
- Иван Фёдорович Глебов (1707—1774) — генерал-аншеф при Петре III, получил от Екатерины II орден Андрея Первозванного.
  - Федор Иванович Глебов (1734—1799), генерал-аншеф и сенатор, был женат на статс-даме Елизавете Петровне, последней представительнице славного рода Стрешневых (из которого происходила мать царя Алексея Михайловича).
    - Сыновьям этой четы Петру Фёдоровичу и Дмитрию Фёдоровичу было разрешено 19 апреля 1803 года именоваться Глебовыми-Стрешневыми.
- Бездетному сыну Петра Фёдоровича, полковнику Фёдору Петровичу, дозволено (1864) передать фамилию и герб мужу своей племянницы Евгении Фёдоровны, ротмистру князю Михаилу Валентиновичу Шаховскому, с тем, чтобы один старший в роде именовался князем Шаховским-Глебовым-Стрешневым.

Из дворянского рода Глебовых происходил также актёр П. П. Глебов, исполнивший роль Григория Мелехова в классической киноверсии «Тихого Дона».

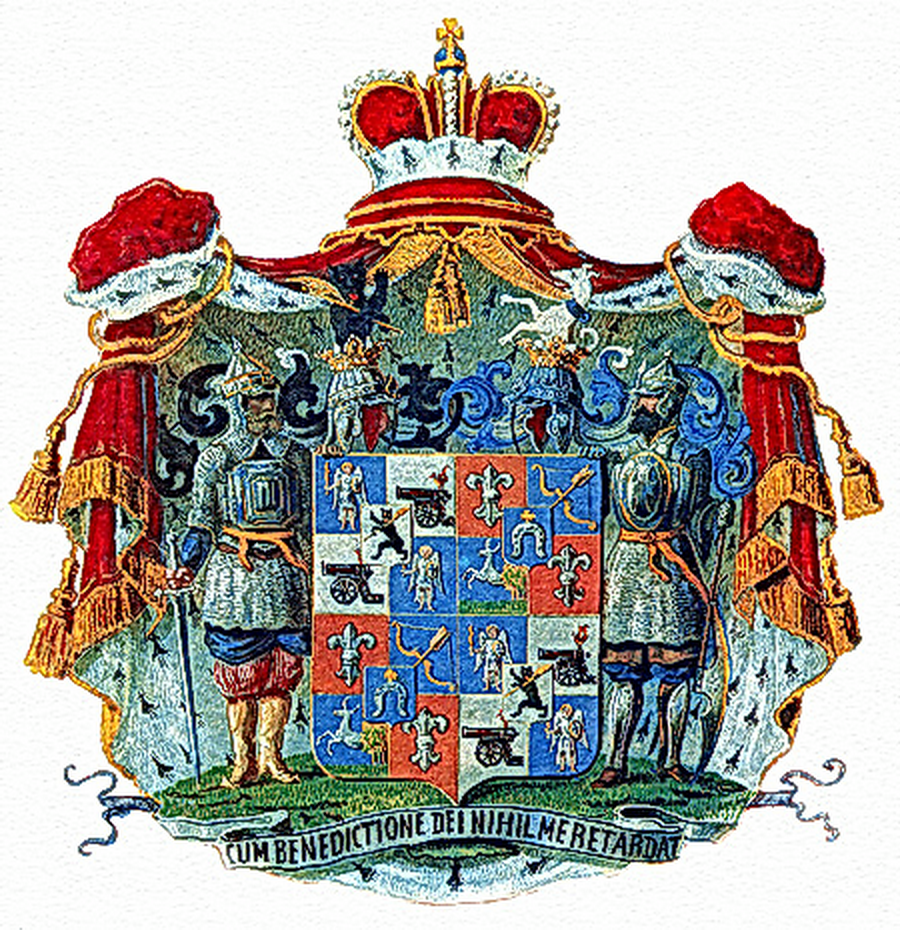
Герб Шаховских-Глебовых-Стрешневых (ОГ XII, 11)

## Описание гербов

#### Герб Глебовых 1785 г.
В Гербовнике Анисима Титовича Князева 1785 года имеется изображение печати с гербом  потомка Облагини генерал-кригс-комиссара, кавалера ордена Святого Александра Невского Александра Ивановича Глебова: серебряное поле щита разделено вертикально на две части. В правой части, произрастающие из зелёной земли три зелёных же дерева. В левой части, выпрыгивающий влево, наполовину, белый олень с золотыми рогами. Щит украшен коронованным дворянским шлемом с шейным клейнодом. Нашлемник: наполовину, выпрыгивающий влево белый олень с золотыми рогами. Щитодержатель: белый олень с золотыми рогами, мордой повёрнутый в право. Цветовая гамма намёта не определена. Вокруг щита орденская лента с двумя орденскими крестами.

#### Герб. Часть V. № 27.
Герб потомства мужа честна Облагини: щит разделен на четыре части, из которых в первой и четвертой частях в красном поле изображено по одной серебряной лилии. Во второй части в голубом поле крестообразно положены золотой лук и стрела. В третьей части в голубом поле находится олень, бегущий из леса в правую сторону. Щит увенчан обыкновенным дворянским шлемом с дворянской на нём короной. Намёт на щите голубого и красного цветов, подложенный золотом.

#### Герб. Часть VII. № 8.
Герб потомства Касогского князя Редеги: в щите, имеющем голубое поле, виден вылетающий из облака в правую сторону серебряный Пегас, у которого между копыт изображены семь золотых шестиугольных звёзд. Щит увенчан дворянским шлемом и короной. Намёт на щите голубой, подложенный серебром. Щитодержатели: два крылатых Пегаса.

#### Герб. Часть XII. № 11.
Герб Шаховских-Глебовых-Стрешневых: щит четверочастный, в первой и четвертой частях герб князей Шаховских. Поле, разделенное на четыре части, имеет в средине малый серебряный щиток, в котором изображен черный медведь стоящий на задних лапах с золотой секирой на плече. В первом и четвертом лазуревом поле ангел в сребротканой одежде, имеющий пламенный меч и серебряный щит. Во втором и третьем серебряном поле означена черная пушка на золотом лафете, с колесами в золотой оправе, на ней сидит райская птица. Во второй и третьей части герб Глебовых. Поле, разделенное на четыре части, имеет в середине малый лазуревый щиток. В первой и четвертой частях в червленом поле изображено по одной серебряной лилии, во второй части в лазуревом поле крестообразно положены золотой лук и стрела, в третьей части в лазуревом же поле находится серебряный олень с червлеными глазами и языком бегущий из золотого леса в правую сторону. В малом лазуревом щитке герб Стрешневых: серебряная подкова и над нею золотой равноконечный крест. Щит увенчан двумя коронованными шлемами. Первый княжеский серебряный с золотыми украшениями, второй дворянский стальной с серебряными украшениями. Нашлемники — первого — стоящий медведь, голова которого обращена к зрителю, держит в правой лапе золотую секиру, второго — стоящая серебряная борзая с червлеными глазами и языком и лазуревым ошейником. Щитодержатели: два варяга, первый держит опущенный меч, второй опущенный бердыш. Герб украшен червленой, подбитой горностаем мантией с золотыми кистями и бахромой и увенчан княжеской короной. Девиз: «CUM BENEDICTIONE DEI NIHIL MERETARDAT» (Ничто не заставит меня повернуть назад) черными буквами на серебряной ленте. 
Щит разделен на четыре части, посредник коих находится герб рода Стрешневых, то есть; перпендикулярно на голубой полосе изображен золотой крест на подкове, а в прочих частях герб рода Глебовых, в первой и четвёртой частях в красном поле означены две серебряные лилии. Во второй части в голубом поле диагонально от правого верхнего угла положена серебряная полоса с тремя чертами и летящая чрез полосу стрела. В третьей части в голубом поле из золотого леса виден выбегающий олень. Щит увенчан дворянским шлемом и короной, на поверхности которой видна до половины выходящая собака в золотом ошейники. Намёт на щите голубой и красный, подложенный золотом.

#### Малороссийский герб Глебовых
Герб потомства Никифора Глебова, выборного казака и его внука войскового товарища (1782) Саввы Яковлевича Глебова: в голубом поле щита вооруженная мечем рука влево (изменённый польский герб Погоня). Нашлемник: три страусовых пера.

#### Геральдика
Герб Глебовых содержит эмблемы (французские лилии и оленя, выбегающего из леса), которыми пользовались семьи, происходившие от мужа честна Облагини, якобы выехавшего из Франции на службу к великому князю московскому Дмитрию Ивановичу Донскому. Идентичный герб Глебовых 1785 года (включая щитодержателя и нашлемник) находится на суперэкслибрисе генерал-майора Сергея Ивановича Глебова (1736-1786). Известен также соединённый герб Глебовых и князей Долгоруких, изображенный на княжеской мантии с соответствующей на ней короной, в котором использован вариант герба Глебовых, схожий с утвержденным четверочастным. Он приписывается Анне Владимировне Глебовой, урожденной княжне Долгоруковой, умершей (1759).
Высочайше утверждённым (12 октября 1864) мнением Государственного совета отставному подполковнику Фёдору Петровичу Глебову-Стрешневу дозволено передать свою фамилию и герб мужу племянницы, ротмистру Кавалергардского полка князю Михаилу Валентиновичу Шаховскому, которому именоваться князем Шаховским-Глебовым-Стрешневым. Жена князя М.В. Шаховского, княгиня Евгения Фёдоровна, пользовалась сокращённым вариантом фамилии - Шаховская-Стрешнева и употребляла печать с не утверждённым гербом, в котором итальянский (овальный) щит был рассечён, в правом поле располагался герб Стрешневых, а в левом медведь с секирой на плече из герба Шаховских.

## Известные представители
Глебовы, неизвестно к которой из фамилий Глебовых они принадлежали:
- Глебов Иван Иванович — воевода.
- Глебовы: Назарий Семёнович, Михаил Назарьевич, Вебех Семёнович, Василий Вебехов — дворовые дети боярские по Рязани (1550)[12].
- Глебов Семён Матвеевич — воевода в Коломне (1608), в Нижнем-Новгороде (1613-1614).
- Глебов Семён Фёдорович — воевода в Перемышле (1615), в Царицыне (1626).
- Глебов Моисей Фёдорович — воевода на Двине (1613-1616), в Орлове городке (1619), в Пскове (1624-1626), в Новгороде-Великом (1628-1630).
- Глебов Андрей Владимирович — московский дворянин (1627-1640).
- Глебов Григорий Семёнович — стольник патриарха Филарета (1627-1636), стольник (1640-1658).
- Глебов Богдан (Поликарп) Матвеевич — ясельничий (1627-1629).
- Глебов Матвей Богданович — стольник, воевода в Якутске (1639-1644).
- Глебов Фёдор Богданович — воевода в Могилёве (1655-1656).
- Глебов Михаил Иванович — стольник, воевода в Царицыне (до 1671 и в 1674), В Саратове (1674-1676), в Тобольске (1678-1679), в Царицыне (1682-1683).
- Глебов Никита Данилович — стольник, воевода в Олонце (1685-1686).
- Глебов Богдан Данилович — стольник, воевода в Тобольске (1686-1689).
- Глебов Степан Богданович — стольник царицы Прасковьи Фёдоровны (1686-1692).
- Глебов Василий Михайлович — стольник (1686), комнатный стольник царя Петра I Алексеевича (1692).
- Глебовы: Фёдор Михайлович, Никита и Яков Никитичи — стольники царицы Прасковьи Фёдоровны (1692).
- Глебов Богдан Данилович — воевода в Енисейске (1697)[13][14].
- Глебов Фёдор Никитич — генерал-майор, сподвижник Петра I.
- Глебов Андрей Савич — генерал-майор, кавалер ордена Святого Георгия 3-й степени за Лейпциг (1813)[6].
- Глебов Фёдор Богданович — московский дворянин, стольник и воевода.
- Глебов Порфирий Николаевич — генерал-лейтенант, российский военный историк.
- Глебов Николай Николаевич  - политический и земский деятель, член Государственного совета Российской империи.
- Глебов Андрей Николаевич  - первооткрыватель золотоносных месторождений в Донбассе и в Европе, золотопромышленник.
- Глебова Татьяна Николаевна - художник.

## Имения
- Генерал-аншеф Ф. И. Глебов выстроил неподалёку от Торжка знаменитую усадьбу Знаменское-Раёк.
- Его брат Павел Иванович, похороненный под Большим собором Донского монастыря, выстроил в Подмосковье усадьбу Нагорново.
- Усадьба Покровское унаследована Глебовыми-Стрешневыми по женской линии от угасшего боярского рода Стрешневых.
- Московская усадьба Глебовых на Молчановке[15] была построена после пожара 1812 действительным статским советником П. И. Глебовым, знакомым семьи Пушкиных, крестным отцом их третьего сына Льва, родившегося (9 апреля 1805)[16]. Снесена в 1960-е годы. На её месте — сквер между домом 18 по Большой Молчановке и дворовой частью посольства Бельгии.
- Городская усадьба Глебовых-Стрешневых на Большой Никитской ныне занята театром Геликон-Опера.